# 豊富北インターチェンジ
豊富北インターチェンジ（とよとみきたインターチェンジ）は、北海道天塩郡豊富町字修徳にある豊富バイパスのインターチェンジ。
日本最北のインターチェンジとなっている。稚内市中心部までは一般国道40号経由で約25kmとなっている。

## 歴史
- 2004年（平成16年）11月6日：豊富バイパス・豊富サロベツIC - 豊富北IC間開通に伴い、供用開始[1]。
- 2010年（平成22年）3月1日：幌富バイパス・幌延IC - 豊富サロベツIC間開通に伴い、IC番号を「3」から「4」に変更[要出典][注 1]

## 周辺
- 兜沼駅（JR北海道・宗谷本線）
- 兜沼公園
  - 兜沼
  - オートキャンプ場
  - 言問の松
- サロベツファーム

## 接続する道路
- 直接接続
  - 国道40号

- 間接接続
  - 北海道道138号豊富猿払線

## 隣
E5 豊富バイパス
豊富幌加IC - 豊富北IC